# Gay Talese

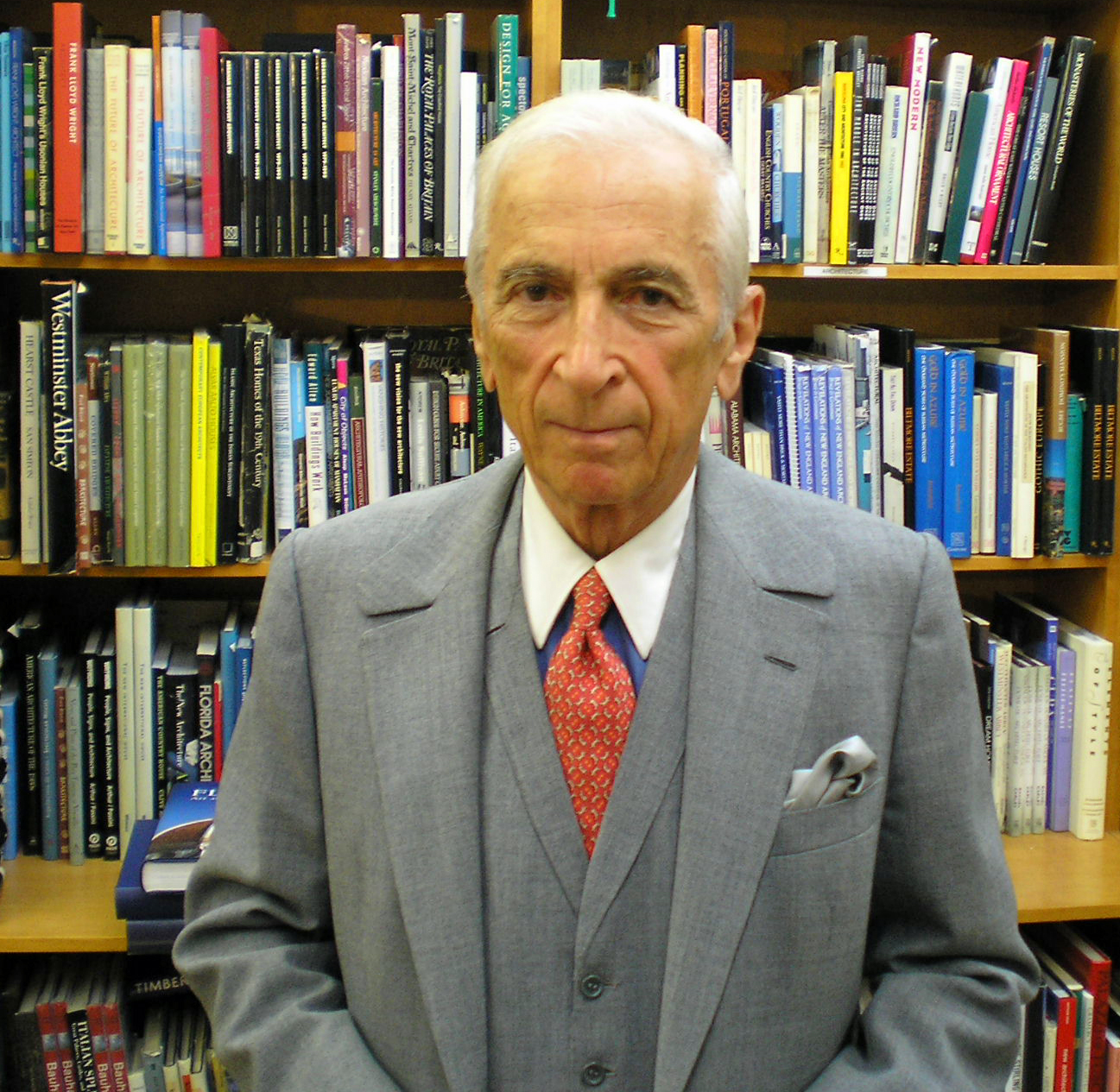
Gay Talese

Gay Talese (* 7. Februar 1932 in Ocean City, New Jersey) ist ein amerikanischer Journalist und Schriftsteller. Er schrieb in den frühen 1960er Jahren für die The New York Times und gilt als Mitbegründer des literarischen Journalismus und einer Bewegung im Journalismus, die nach einer Artikelsammlung von Tom Wolfe auch als New Journalism bezeichnet wird. Seine berühmtesten Artikel sind die im Esquire erschienenen Porträts von Joe DiMaggio, Dean Martin und Frank Sinatra.
Seine nach mehrjährigen Recherchen erschienenen Bücher, darunter der Bestseller Honor Thy Father über eine Mafia-Familie und sein Buch über die sexuelle Revolution in Amerika, Thy Neighbor’s Wife, gelten als Musterbeispiele für den New Journalism.
Talese ist jedes Frühjahr Dozent im Master of Professional Writing Program an der University of Southern California.

## Biographie
Gay Talese wurde in Ocean City südlich von Atlantic City in eine römisch-katholische Familie von Italoamerikanern geboren. Sein 1922 aus Süditalien eingewanderter Vater Joseph Talese war Schneider, seine Mutter Catherine Talese, geborene DePaolo, war Verkäuferin bei der Kette Brooklyn Department Store. Talese fühlte sich von Anfang an als Außenseiter, weil er als italienischer Katholik auf einer Insel voller protestantischer Angelsachsen lebte, auf der die wenigen anderen Katholiken eingewanderte Iren waren.
In der Schule wurde er auch jahrelang geschnitten, weil er maßgeschneiderte Anzüge trug, die im Schneidergeschäft seines Vaters genäht wurden und ihn älter als seine Mitschüler wirken ließen. Über diese Zeit reflektierte er in dem autobiographischen Text Origins of a Nonfiction Writer (1996) und später in dem Buch Unto the Sons. Talese schloss 1949 die Ocean City High School ab.

## Ursprünge der Karriere als Journalist

### Schule
Seine Karriere als Journalist begann bereits mit 15 Jahren, als ihm der Trainer des Baseball-Teams seiner Schule die Aufgabe übertrug, der Lokalzeitung den Verlauf der Spiele zu übermitteln. Talese nahm die Aufgabe an, in der Hoffnung, den Trainer günstig zu stimmen und länger als Spieler eingesetzt zu werden.
Bereits nach sieben Sportartikeln räumte ihm die von seiner Art zu Schreiben begeisterte Zeitung eine eigene wöchentliche Kolumne ein. Bis zu seinem Collegeabschluss 1949 hatte Talese 311 Artikel und Kolumnen für den Ocean City Sentinel-Ledger geschrieben.
Talese orientierte sich bei der Entwicklung seiner Interviewtechnik an seiner Mutter, was ihm später half, erfolgreiche Interviews mit so unterschiedlichen Partnern wie Mafia-Mitgliedern oder Mittelklasseamerikanern, die er zu ihrem Sexualverhalten befragte, zu führen. Er erläuterte dies so:

„Ich lernte [von meiner Mutter]… mit Geduld und Aufmerksamkeit zuzuhören und die Leute niemals zu unterbrechen, selbst wenn die Leute stockend und unpräzise erzählten, weil sie große Schwierigkeiten hatten, sich auszudrücken,… gerade das ist sehr aufschlussreich – worüber die Leute zögern zu erzählen, kann sehr viel über sie aussagen. Ihre Pausen, ihre Ausflüchte, ihre plötzlichen Themenwechsel sind Anzeichen für das, was sie verlegen macht, verstört oder zeigt an, was sie als zu privat oder zu heikel betrachten, um es zu diesem Zeitpunkt mit einer anderen Person zu teilen.“

### College
Nach der Highschool studierte Talese an der University of Alabama Journalismus und Geschichte. Auf dem College begann Talese für seine Reportagen literarische Mittel einzusetzen, etwa die Darstellung von Szenen mit minutiösen Details oder gleich zu Beginn des Artikels in medias res zu springen. In seinem ersten Jahr wurde er Sportredakteur der Campuszeitung Crimson-White und startete eine Kolumne, die er „Sports Gay-zing“ nannte.
Talese berichtete vor allem auch über die Verlierer und die Unbekannten. Er war mehr interessiert an denen, die nicht den Ruhm des Sieges ernteten, und weniger an der Heldenverehrung für die Sieger.

## Berufsleben

### Journalist und Reporter
Nach dem Universitätsabschluss im Juni 1953 zog er nach New York, wo er zunächst nur Arbeit als Bürohilfskraft bei der New York Times fand. Auch bei dieser einfachen Arbeit trug er die von seinem Vater maßgeschneiderten Anzüge. Anlässlich des „Times Square Anniversary“ am 2. November 1953 interviewte er den Mann, der für die Schlagzeilen verantwortlich war, die auf der großen Anzeigetafel am Times Square gezeigt werden.
Seine beginnende journalistische Karriere wurde unterbrochen, als er 1954 zur United States Army eingezogen wurde. Während seiner Zeit an der University of Alabama war er wie alle männlichen Studenten während des Korea-Krieges für das Reserve Officer Training Corps (ROTC) angeworben worden. Er war nach New York gezogen, wo er erwartete, letztendlich zum Second Lieutenant ernannt zu werden. Talese wurde nach Fort Knox einberufen, um dort bei einer Panzereinheit ausgebildet zu werden. Weil seine technischen Fähigkeiten unzureichend waren, wurde er in das Office of Public Information versetzt, womit er wieder als Reporter für die „Lokalzeitung“ – das Blatt Inside the Turret – tätig war. Bald bekam er eine eigene Kolumne namens „Fort Knox Confidential“.
Talese hielt Kontakt mit seinem früheren Arbeitgeber Times und als er 1956 seinen Militärdienst beendete, konnte er dort als Sportreporter anfangen. Später sagte er dazu: „Sport - da geht es um Leute, die verlieren, verlieren und verlieren. Sie verlieren Spiele und dann verlieren sie ihre Jobs. Das kann sehr interessant sein.“ Von den verschiedenen Sportarten war Boxen für Talese besonders interessant, weil Menschen dort im direkten Wettbewerb stehen und die Boxer in den Preiskämpfen der Mitt- und Endfünfzigern mehr und mehr Nichtweiße waren. Talese schrieb alleine 38 Artikel über den schwarzen US-Boxweltmeister Floyd Patterson.

### Journalist und Schriftsteller

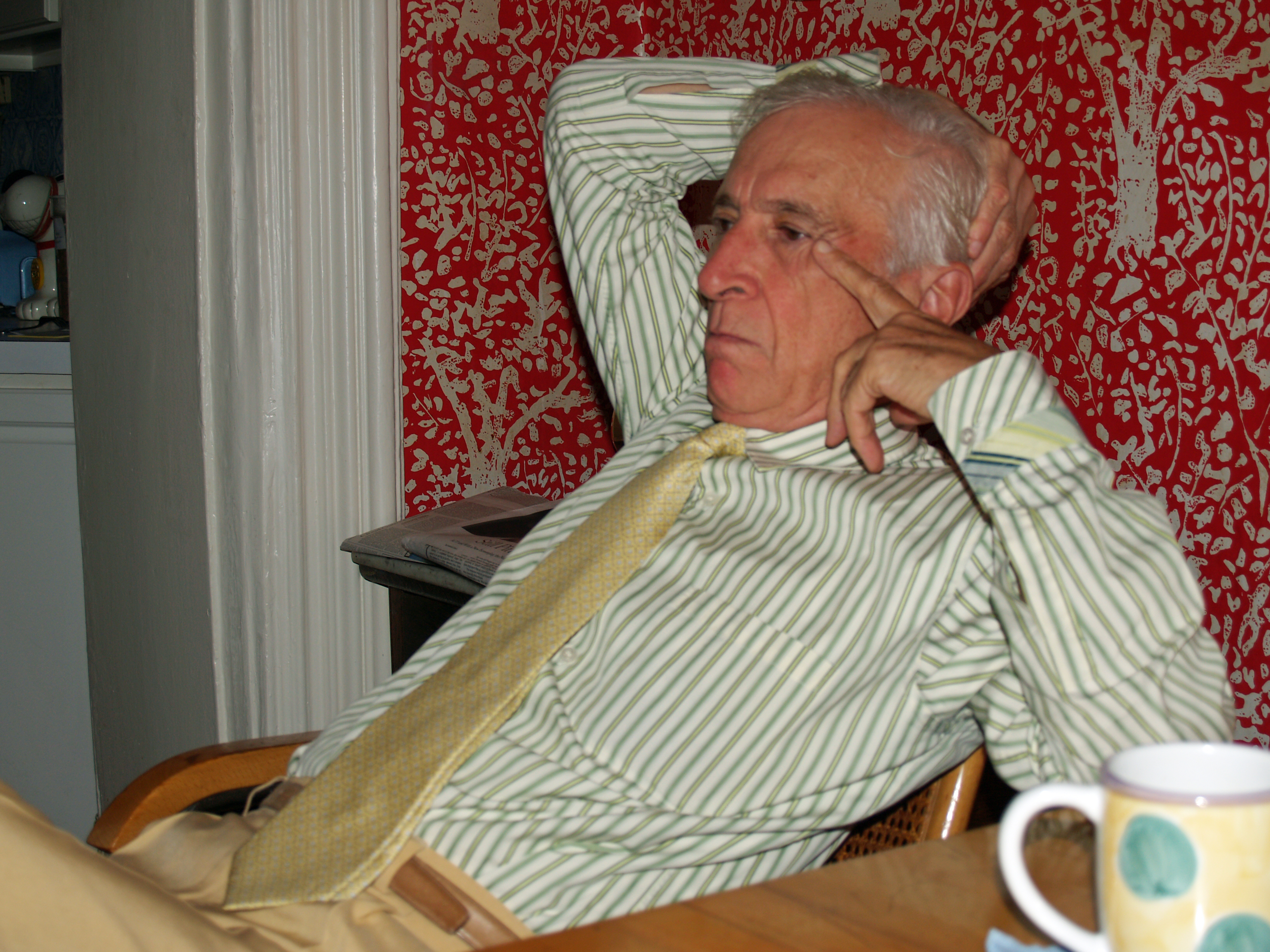
Talese zu Hause, 2007

Nach einem Jahr in der Nachrufredaktion der Times begann er Artikel für die Sonntagsausgabe der New York Times zu schreiben, die von einer eigenen Redaktion unter Chefredakteur Lester Markel gefertigt wurde. Talese schrieb neben dieser Tätigkeit 1964 mit The Bridge eine Reportage über den Bau der Verrazzano-Narrows Bridge in New York City. 
Taleses 1966 im Esquire erschienener Artikel über Frank Sinatra, „Frank Sinatra Has a Cold“, ist einer der einflussreichsten amerikanischen Magazinartikel aller Zeiten und gilt – da er sich mit dem interviewunwilligen Sänger ausschließlich über Personen seiner Entourage aus ihrer jeweiligen Sicht befasst – als beispielgebend für die Bewegung des New Journalism. Zum 50-jährigen Geburtstag der Zeitschrift 1983 wurde "Frank Sinatra Has a Cold" zum besten Esquire-Artikel aller Zeiten gewählt. 1966 erschien in Esquire Taleses gefeierter Artikel über Joe DiMaggio, The Silent Season of a Hero, in Teilen eine Meditation über die Vergänglichkeit des Ruhmes. Eine Sammlung von Taleses Artikeln im Esquire erschien später in dem Buch Fame and Obscurity. Im Vorwort zollte Talese zwei Schreibern Anerkennung, die er bewunderte: Irwin Shaw und John O’Hara. Beide hätten ihn in seinem Bestreben angeregt, in Reportagen einen ähnlichen Stil zu verwenden, wie sie ihn in ihren Kurzgeschichten gebraucht hätten.
Auf Grundlage seines 1971 erschienenen Buches Honor Thy Father, das als eine der ersten großen Reportagen über die Mafia gilt, wurde ein Filmfeature gedreht. Dieses Buch konnte Talese schreiben, weil er das Vertrauen des Mafia-Chefs Salvatore Bill Bonanno gewann, den er sechs Jahre lang mit Interviews begleitete und neben ihm weitere Mafiagrößen und ‑soldaten befragen konnte. Seine 2016 erschienene Reportage The Voyeur's Motel wurde schon vor dem Erscheinen dafür kritisiert, dass Talese hier die Tatsachen verdrehe und wohl eher einen Roman geschrieben habe.
Talese ist verheiratet mit Nan Talese, einer New Yorkerin, die im Verlag Doubleday als Lektorin arbeitete. Gay und Nan Taleses Ehe soll das Thema des nächsten Bandes der Autobiographie von Gay Talese sein. Die ersten beiden Bände seiner Biographie, Unto the Sons und A Writer's Life, erschienen 1992 und 2006.

## Im Comic
Gay Talese taucht in mehreren Geschichten des Comicstrips Doonesbury auf, in denen er ein Radiointerview zu seinem Buch Thy Neighbor's Wife gibt.

## Werke (Auswahl)
- The Bridge: The Building of the Verrazano-Narrows Bridge. 1964
- The Kingdom and the Power. 1969, eine Reportage über die The New York Times
- Fame and Obscurity. 1970
- Honor Thy Father. 1971, auf Deutsch als Ehre deinen Vater erschienen.
- Thy Neighbor’s Wife. 1981, auf Deutsch als Du sollst begehren – Auf den Spuren der sexuellen Revolution erschienen.
- Unto the Sons. 1992, Talese erzählt die Geschichte seiner eigenen Familie und deren Einwanderung von Italien nach Amerika, beginnend mit seinem Urgroßvater.
- Origins of a Nonfiction Writer. 1996
- A Writer's Life. 2006
- The Voyeur's Motel. 2016
  - Der Voyeur. Übersetzung Alexander Weber. Hamburg: Tempo, 2017, ISBN 978-3-455-00099-3.

Reportagensammlungen:
- Frank Sinatra ist erkältet. Spektakuläre Storys aus vier Jahrzehnten. Rogner und Bernhard, Berlin 2005, ISBN 978-3-8077-1011-2.
- High Notes. Übersetzung Alexander Weber. Hamburg: Tempo, 2018, ISBN 978-3-455-00288-1.